# 2024년 하계 올림픽 세인트루시아 선수단
2024년 하계 올림픽 세인트루시아 선수단은 2024년 7월 26일부터 8월 11일까지 프랑스 파리에서 열린 2024년 하계 올림픽에 참가한 올림픽 세인트루시아 선수단이다. 세인트루시아는 2024년 올림픽을 통해 하계 올림픽에 8회 연속 출전하게 되었다.
세인트루시아 올림픽 위원회는 헬레나 러네이이매뉴얼을 2024년 올림픽 선수단장으로 임명했다.

## 출전 선수
| 종목 | 남자 | 여자 | 전체 |
| ---- | ---- | ---- | ---- |
| 수영 | 1    | 0    | 1    |
| 요트 | 1    | 0    | 1    |
| 육상 | 1    | 1    | 2    |
| 전체 | 3    | 1    | 4    |

## 메달 집계
| 종목 | 1 | 2 | 3 | 합계 |
| 종목 | ' | ' | ' | '    |
| 종목 | ' | ' | ' | '    |
| 종목 | ' | ' | ' | '    |
| 합계 | ' | ' | ' | '    |

## 같이 보기
- 2024년 하계 올림픽